# Dickenschied
Dickenschied ist eine Ortsgemeinde im Rhein-Hunsrück-Kreis in Rheinland-Pfalz. Sie gehört der Verbandsgemeinde Kirchberg (Hunsrück) an.

## Geographie
Dickenschied liegt auf einem Höhenrücken des Hunsrücks fünf Kilometer südlich von Kirchberg, mit dem es die Bundesstraße 421 verbindet. Im Osten liegt das Tal des Simmerbachs, im Westen das Tal des Kyrbachs, im Süden erhebt sich der Lützelsoon.

## Geschichte
Die Umgebung von Dickenschied ist seit der Jungsteinzeit besiedelt, wie Funde in den benachbarten Gemeinden Woppenroth und Gemünden zeigen. Der Name der Ortschaft weist auf die Zeit der späten Fränkischen Landnahme (etwa 600–750) hin, da die in dieser Zeit gegründeten Orte oft auf -scheid, -schied, -hausen, -rod/-rat oder -feld enden. Namen mit -scheid/-schied und -rod/-rat sind ausdrückliche Rodungsnamen der Ausbauphase, der späteren Periode der Landnahme.
Die erste urkundliche Erwähnung sieht die lokalgeschichtliche Forschung zumeist in einer Bulle von Papst Urban III. aus dem Jahr 1186. Einige Autoren deuten die dortige Ortsangabe „Dicheset“ wegen anderer dort erwähnter Ortschaften und der räumlichen Nähe zum angeführten Karden als Ditscheid in der Eifel.
Dickenschied war früher Teil des fränkischen Nahegaus. Vom 8. bis zum 12. Jahrhundert gehörte das Gebiet um Dickenschied zur Kostenzer Pflege. Bis 1124 gehörte es den Grafen von Dill. Danach kam es zur sponheimischen Herrschaft. Um das Jahr 1310, nach neueren Erkenntnissen des Landeshauptarchiv Koblenz wohl 1330–1335, wird der Ort unter dem Namen Dieckenszeid im Sponheimischen Gefälleregister der Grafschaft Sponheim erwähnt. „Am 21. März 1348 machte Ritter Bertolf von Sötern“ Dickenschied und weitere „rechtliche Eigengüter“ „zu einem Lehen von Wildgraf Johann von Dhaun“.
Mit der Besetzung des linken Rheinufers 1794 durch französische Revolutionstruppen wurde der Ort französisch, 1815, nach der Franzosenzeit, wurde er auf dem Wiener Kongress dem Königreich Preußen zugeordnet. 
Seit 1946 ist der Ort Teil des damals neu gebildeten Landes Rheinland-Pfalz.
Im Südwesten des Ortes wurde in einem Seitental des Kyrbachs bis zur Mitte des letzten Jahrhunderts in der Grube „Auf Allern“ Schiefer abgebaut. Heute dient die Grube als Schaubergwerk dem regionalen Tourismus.
Dickenschied hatte 1809 231 Einwohner, die Volkszählung vom 17. Mai 1939 stellte 471 Einwohner fest, davon waren 241 Männer und 230 Frauen. Um das Jahr 2000 lebten etwa 750 Menschen im Ort.

## Ehemals zugehörige Weiler
Zu Dickenschied gehörten früher auch mehrere Siedlungen außerhalb des Ortes. Die einzige, die von diesen noch besteht, ist Panzweiler, das heute zu Gemünden gehört.

### Werchweiler
Das nordöstlich vom Ort gelegene ehemalige Werchweiler oder Werrigweiler (49° 54′ 53,4″ N, 7° 25′ 4,7″ O) wurde im Jahre 1299 erstmals erwähnt: Ritter Sibido von der Schmidtburg schenkte seine Güter zu Werchweiler dem Kloster Ravengiersburg. Der Ort war verpflichtet, gemeinsam mit Rohrbach, Kerweiler und Dickenschied für den Unterhalt des Priesters zu sorgen, der 1317 in der neu errichteten Pfarrvikarie Dickenschied eingesetzt wurde. Werchweiler ging im Dreißigjährigen Krieg unter. Die Glocke von 1686 trug noch die Inschrift: „Dickenschied und Werchweiler ließen mich gießen.“

### Scheidbach
Noch heute erinnert ein Straßenname an die „Scheidbach“ (49° 54′ 18,4″ N, 7° 26′ 35,4″ O), eine Siedlung am Zusammenlauf der beiden Scheidbäche, etwa eineinhalb Kilometer östlich vom Dorf gelegen. Die früheste Bezeugung stammt aus dem Jahr 1778, als Jakob Schein „von der Schißbach bey Dickenschied“ die badische Herrschaft darum bat, „eine seit Menschengedenken nicht mehr benutzte Mahlmühle“ wieder in Betrieb nehmen und bewohnbar machen zu dürfen. Die Siedlung soll dem Schinderhannes längere Zeit als Quartier gedient haben. In dem Weiler lebten im 19. Jahrhundert zwei Bauernfamilien und in primitiven Hütten mindestens sechs weitere Familien. Um die Bewohner der Siedlung loszuwerden, die im Hunsrück wegen Viehdiebstahl und Bettelei verrufen waren, kaufte die Ortsgemeinde einige der Häuser 1894, 1897 und 1899 auf. 1904 brannte ein verbliebenes Anwesen nieder. Ende November 1909 siedelten die letzten Bewohner nach Dickenschied um. Das letzte Haus wurde wegen Ungezieferbefalls niedergebrannt.
Nanny Lambrechts Roman Armsünderin handelt vom Leben einer Scheidbacherin.
Die Dickenschieder Lehrersfrau Elisabeth Glasmann beschrieb den Ort als „eine Niederlassung sehr armen Volkes, ungefähr 10 Behausungen, die stahlen und trieben viel Unerlaubtes, einer hatte sogar 12 Jahre Zuchthaus gehabt.“ Den unliebsamen Scheidbachern wurde 1899 Geld für eine Ansiedlung in einer anderen Gemeinde gegeben. In Sargenroth zum Beispiel wurde eine Familie jedoch am Tage ihrer Ankunft wieder abgewiesen. Sie lebten danach im Schieferbruch, im Winter im ehemaligen Gemeindehaus. „Später wurden die Kinder in Anstalten gebracht, und die […] Alten hier [i.e. in Dickenschied] begraben und ihre Gräber sind eine Wildnis“.

## Politik

### Bürgermeister
Ortsbürgermeister von Dickenschied ist seit 2024 Jürgen Baum.
Baums Vorgänger als Ortsbürgermeister war Volker Bender-Praß.

### Wappen
Blasonierung: „Geteilt und oben gespalten; rechts in Gold ein grünes Eichenblatt, links in Schwarz ein schwebendes goldenes Passionskreuz, unten geschacht von Gold und Blau.“
Das Kreuz nimmt Bezug sowohl auf die heiligen vierzehn Nothelfer und den früheren Wallfahrtsort als auch auf den im Konzentrationslager Buchenwald verstorbenen Dickenschieder Pfarrer Paul Schneider. Das Eichenblatt symbolisiert den Waldreichtum der Gemeinde. Die untere Schildhälfte verweist auf die ehemalige Zugehörigkeit zur vorderen Grafschaft Sponheim.

### Gemeindepartnerschaften
Seit dem 19. August 1993 besteht zwischen dem bei Eger gelegenen nordungarischen Felsőtárkány und Dickenschied eine Partnerschaft. Zustande kam sie, als infolge des Orkans „Wiebke“, der im Januar 1990 sehr große Schäden anrichtete, für Aufräumarbeiten in den Wäldern des Soonwaldes und Lützelsoons viele Arbeiter aus Schweden, Österreich und Ungarn geholt wurden und insbesondere Arbeiter aus Felsőtárkány in den Ferienwohnungen Dickenschieds ein Jahr lang Quartier fanden. Aus ersten privaten Kontakten entstand so eine Beziehung zwischen den Dörfern, die zur Gemeindepartnerschaft führte. Zwischen mehreren Vereinen bestehen Verbindungen. Dickenschied unterstützt in der Partnergemeinde einen Musikverein, zwei Kindergärten und eine Schule.
Am 9. Oktober 2013 wurde eine Partnerschaft mit Salvador do Sul in der Serra Gaúcha im brasilianischen Bundesstaat Rio Grande do Sul begründet. Salvador do Sul wurde im Wesentlichen durch Einwanderer aus dem Hunsrück gegründet. In einer Erklärung des Dickenschieder Gemeinderates vom 29. April 2013 und der Stadt Salvador do Sul wurde der Siedler Peter Heck genannt.

## Kirchen

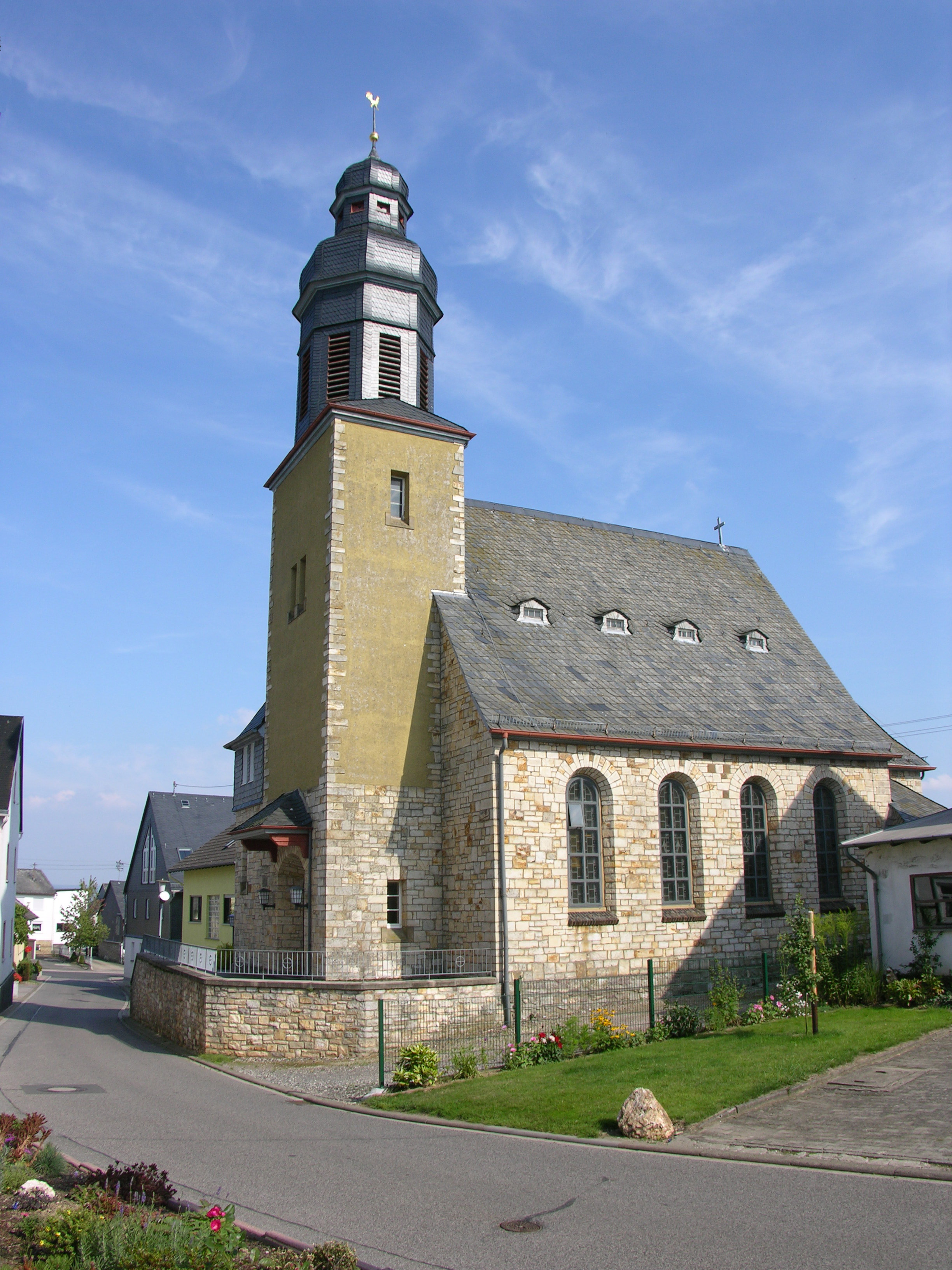
Dickenschied im Hunsrück, evangelische Pfarrkirche

Unter den Karolingern entstand auf dem Gebiet des Denzer Königsguts die Großpfarrei Kirchberg, zu der insgesamt 51 Ortschaften gehörten, mit einer zentralen Taufkirche in Kirchberg sowie mit Kapellen unter anderem in Dickenschied und Womrath. Die Dickenschieder Kapelle wurde vor 1317 errichtet. In diesem Jahr wurde Dickenschied als Filiale von Kirchberg zur Pfarrvikarie mit eigenem Priester erhoben. Kirchberg blieb bis ins 16. Jahrhundert hinein eines der bedeutenden Zentren auf dem Hunsrück.
Nach der Einführung der Reformation im Jahre 1557 war Dickenschied vorwiegend evangelisch. Nach dem Dreißigjährigen Krieg erhielten die Katholiken Religionsfreiheit und durften seit 1688 Gottesdienst in der Dickenschieder Kirche abhalten. Mit Einführung des Festes der vierzehn Nothelfer im Jahre 1747, das zeitweise bis zu 3000 Pilger anzog, gewannen die Katholiken mehr Einfluss. Die heute katholische Vierzehn-Nothelfer-Kirche wurde 1844 noch als Simultankirche eingeweiht. Das Simultaneum endete 1912 und damit endeten auch die Konflikte bei der Kirchennutzung. Zur Ablösung zahlten die Katholiken an die evangelische Kirchengemeinde 18.000 Mark, die diese für ihren Kirchenneubau verwandte. Bis 1916 genoss die evangelische Gemeinde noch Gastrecht in der nun katholischen Kirche. Danach feierte sie ihre Gottesdienste im evangelischen Schulhaus.

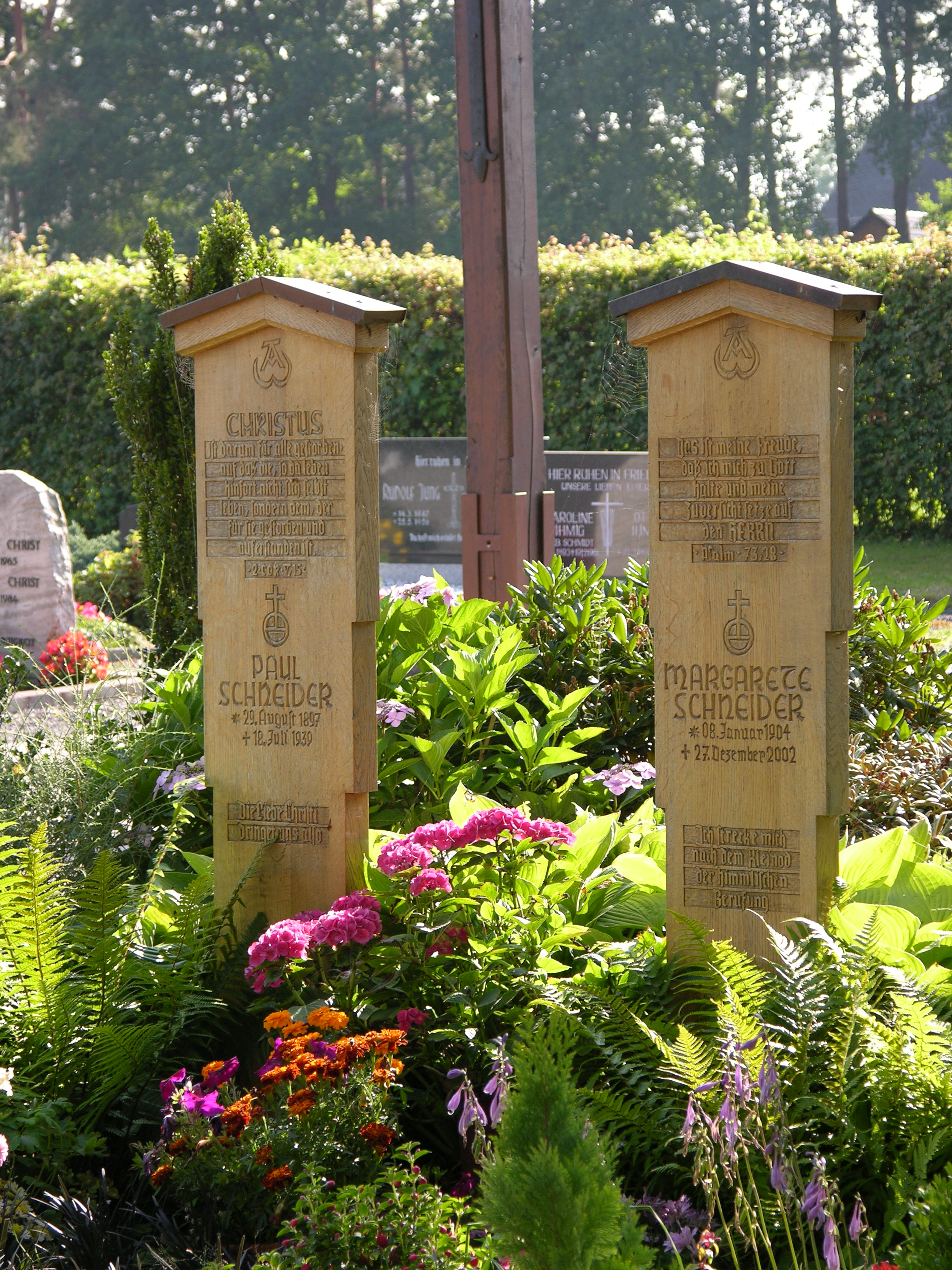
Dickenschied, Grab von Paul und Margarete Schneider

In der evangelischen Kirche, Trinitatis (7. Juni) 1914 begonnen, werden, verzögert durch den Ersten Weltkrieg, seit dem 4. Advent (22. Dezember) 1918 Gottesdienste gefeiert. Sie wurde in der Zeit errichtet, als Walter Schneider, ein Onkel Paul Schneiders, Pfarrer in Dickenschied und Womrath war. Seit 1981 steht sie unter Denkmalschutz. In Dickenschied, das evangelischerseits zum Kirchenkreis Simmern-Trarbach gehört, wirkte von 1934 bis 1937 Paul Schneider als Pfarrer; er wurde am 18. Juli 1939 im KZ Buchenwald ermordet. Von der heutigen Bevölkerung gehören jeweils etwa 340 Personen der evangelischen und der katholischen Gemeinde an.

## Wirtschaft
Die ehemals bestimmenden Wirtschaftsfaktoren Landwirtschaft und Schieferbergbau sind fast vollständig verschwunden. Zwei (Vollerwerbs-)Landwirtschaftsbetriebe und sieben Dachdeckerunternehmen, teilweise mit einem Schwerpunkt auf Schiefereindeckungen, sind nur noch leise Nachklänge; insgesamt bestehen 35 Gewerbe in der Gemeinde, darunter eine 1992 gegründete überregional vermarktende handwerkliche Töpferwerkstatt. Die schon traditionelle örtliche Handwerks- und Gewerbeschau vereinte zuletzt 2010 etwa 50 lokale und regionale Aussteller und einen Bauernmarkt.

### Tourismus
Durch Dickenschied führen zwei touristische Routen, der Lützelsoon-Radweg verläuft bis Kirchberg parallel zur Bundesstraße 421 und der Keltenweg Nahe–Mosel führt den Wanderer über Hecken (und die etwa 130 Hügelgräber im Bannwald zwischen Dickenschied, Lindenschied und Hecken) zum fünf Kilometer entfernten Kirchberg. Es gibt auch in Dickenschied einige wenige Pensionen und Ferienwohnungen sowie das lokale Gastgewerbe, das auch der Tourist vor Ort oder auf der Durchreise nutzen kann.
Das Gedenken an Pfarrer Schneider führt zu Grab und zu Gedenkveranstaltungen ebenfalls Fremde und Freunde in den Ort.

## Bevölkerungsentwicklung
| Jahr | Bevölkerung | Familien 1 | Sonstiges                                    |
| ---- | ----------- | ---------- | -------------------------------------------- |
| 1607 | 140         | 23         |                                              |
| 1688 | 080         | 13         | 3 katholisch, 120 evangelisch                |
| 1699 | 085         | 14         |                                              |
| 1772 | 145         | 24         |                                              |
| 1809 | 231         |            |                                              |
| 1817 | 359         |            | 183 katholisch, 176 reformiert               |
| 1828 | 393         |            |                                              |
| 1840 | 457         |            |                                              |
| 1864 | 492         |            |                                              |
| 1871 | 465         |            |                                              |
| 1885 | 505         |            | 288 katholisch, 217 reformiert               |
| 1905 | 501         | 094        | 51 katholische, 43 evangelische Familien     |
| 1925 | 500         |            |                                              |
| 1939 | 472         |            |                                              |
| 1950 | 502         |            |                                              |
| 1961 | 520         |            |                                              |
| 1972 | 581         |            |                                              |
| 1982 | 631         |            |                                              |
| 1985 | 622         |            | zzgl. etwa 100 US-Amerikaner (Hahn Air Base) |
| 2002 | 731         |            |                                              |
| 2014 | 713         |            |                                              |
| 2022 | 697         |            |                                              |

## Persönlichkeiten
- Michael Dämgen (* 1961), Fußballspieler und -trainer
- Paul Schneider (1897–1939), evangelischer Pfarrer, Opfer des Nationalsozialismus